# 王溱
王溱（1484年—？），字公濟，直隸大名府開州人，民籍，明朝政治人物。

## 生平
正德二年（1507年）丁卯科順天府鄉試第一百十名舉人。正德六年（1511年）中式辛未科會試第二百七十四名，登第三甲第三十八名進士。授知县，正德十年八月选授南京广西道試御史，十三年十一月實授监察御史，復除北京監察御史，嘉靖元年（1522年）巡按河南，出为江西南康府知府，三年调任山西平阳府，九年升河東盐运使，十年十二月因弹劾三边总制尚书唐龙被逮治。

## 家族
曾祖王榮；祖父王宗，曾任壽官；父王端，母劉氏。具庆下。弟王潍。